# Debout (chanson)
Pour les articles homonymes, voir Debout.
Singles de Johnny Hallyday
Ce que je sais
(1998) Allumer le feu
(1998)
Clip vidéo
[vidéo] « Debout », sur YouTube
Debout est une chanson de Johnny Hallyday issue de son album de 1998 Ce que je sais. Elle est également sortie en single qui a atteint la 58e place en France en avril 1998.

## Développement et composition
La chanson a été écrite par Lionel Florence, Pascal Obispo et Didier Golemanas. L'enregistrement a été produit par Pascal Obispo.

## Liste des pistes
Single CD (1998, Philips Mercury 568 770 2)
1. Debout (4:06)
2. Que ma harley repose en paix (3:58)[2]

## Classements
| Classement (1998) | Meilleure position |
| ----------------- | ------------------ |
| France (SNEP)     | 58                 |